# Żary (Landgemeinde)
Die gmina wiejska Żary [ˈɡmina ˈʐarɨ] ist eine Landgemeinde im Powiat Żary der Woiwodschaft Lebus in Polen. Ihren Sitz hat die Gemeinde in der namensgebenden Stadt Żary (deutsch Sorau), die der Gemeinde jedoch nicht angehört.
Mit einer Fläche von 294,43 km² gehört sie zu den größeren Gemeinden der Woiwodschaft und nimmt ein gutes Fünftel des Landkreises ein (21,14 %), ist mit 12.281 Einwohnern (Stand: 31. Dezember 2020) jedoch eher dünn besiedelt (42 Einwohner/km²).

## Geographie

### Lage

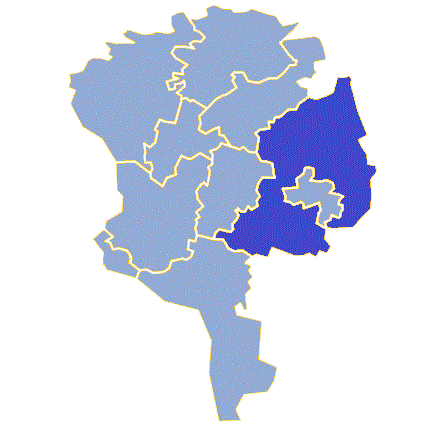
Lage der Gmina Żary im Landkreis Żary

Żary und die meisten Ortschaften der die Stadt umgebenden Gemeinde liegen im Südosten der historischen Region Niederlausitz an der niederschlesischen Grenze. An der Bahntrasse zwischen den Städten Żary und Żagań liegt die Wüstung Jaszkowice (Jeschkendorf), wo von 1668 bis 1709 eine Grenzkirche für evangelische Schlesier stand.
Die Gemeinde befindet sich im Osten des Powiats und umschließt die Kreisstadt Żary vollkommen, wenngleich im Südosten nur mit einem schmalen Streifen. Westlich der Stadt entspringt der Neiße-Nebenfluss Lubsza (Lubst oder Lubis) mit mehreren Quellflüssen im Gemeindegebiet bei Olbrachtów. Südlich des Stadtkerns liegt im Gemeindegebiet der 227 Meter hohe Rückenberg (polnisch Góra Żarska), umgeben von Olbrachtów im Westen und Łaz im Süden sowie dem Stadtteil Kunice im Osten.
Umgebende Gemeinden sind Nowogród Bobrzański (Powiat Zielona Góra) im Norden, im Powiat Żagań die Landgemeinde Żagań und die Stadt Żagań im Osten, Iłowa im Südosten und Wymiarki im Süden, sowie im Powiat Żary Przewóz im Südwesten, Lipinki Łużyckie im Westen und Jasień im Nordwesten.

### Infrastruktur

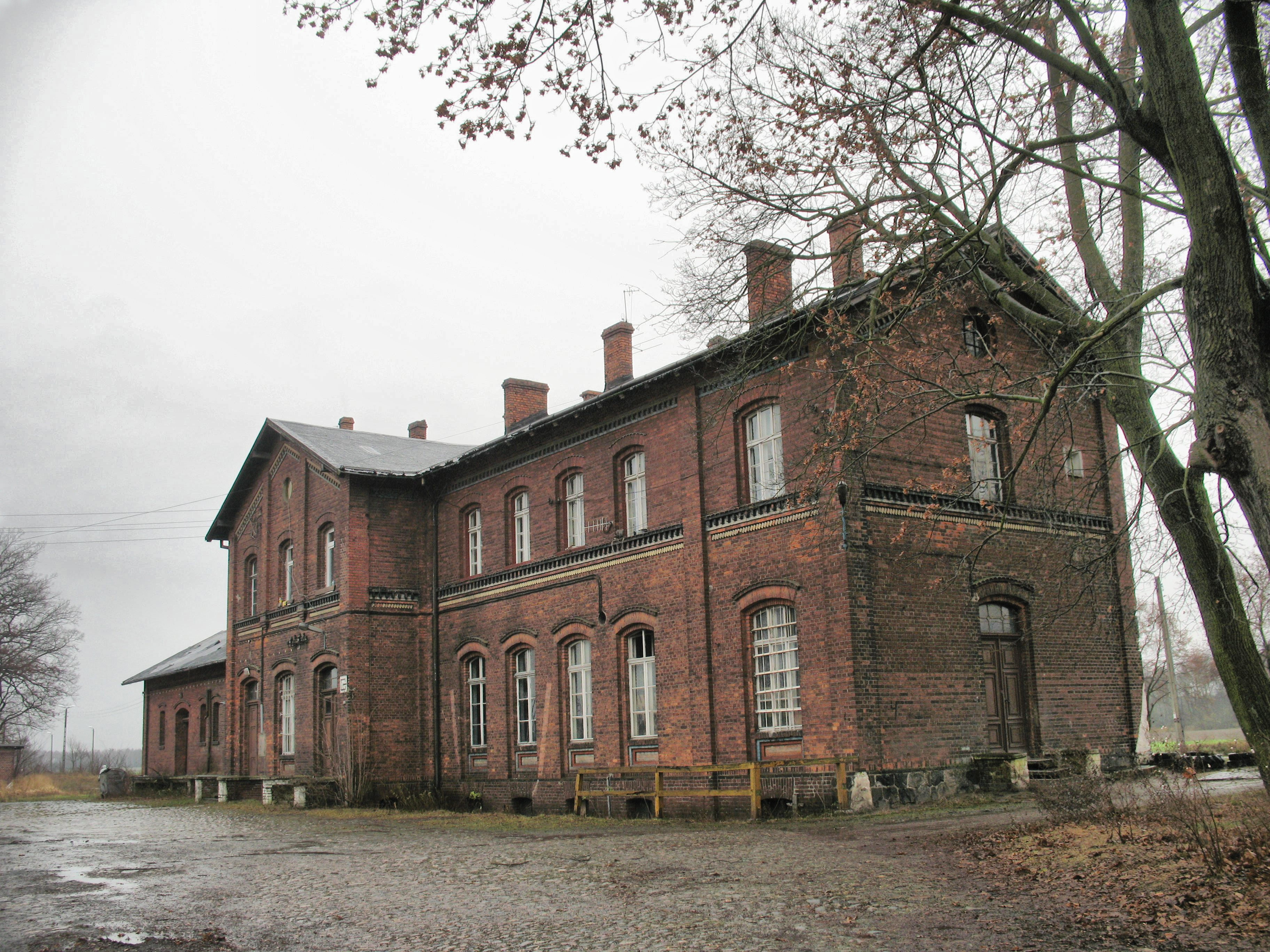
Bahnhof Bieniów

Durch die Gemeinde verlaufen die Droga krajowa 12 (DK12), Droga krajowa 27 (DK27) und Droga wojewódzka 287 (DW287) sternförmig auf die Stadt Żary zu. Diese ist über die vom deutsch-polnischen Grenzübergang Podrosche-Przewóz kommende DK27 an die Autostrada A18 (Teil der Europastraße 36) angebunden, die durch den Südwesten der Gemeinde verläuft. Die Anschlussstelle 25 Żary befindet sich zwischen den Orten Drozdów und Rusocice.
Der Bahnhof Sieniawa Żarska liegt an der Bahnstrecke Łódź–Forst (Lausitz)(–Cottbus). An der von dieser abzweigenden Bahnstrecke Zielona Góra–Żary befinden sich Bahnhöfe in Lubanice und Bieniów. An letzterem Bahnhof kreuzt die durch Żagań führende Bahnstrecke Wrocław–Gubinek–Berlin.

## Gliederung
Die Gemeinde besteht aus 24 Schulzenämtern, deutsche Namen bis 1945 in Klammern:

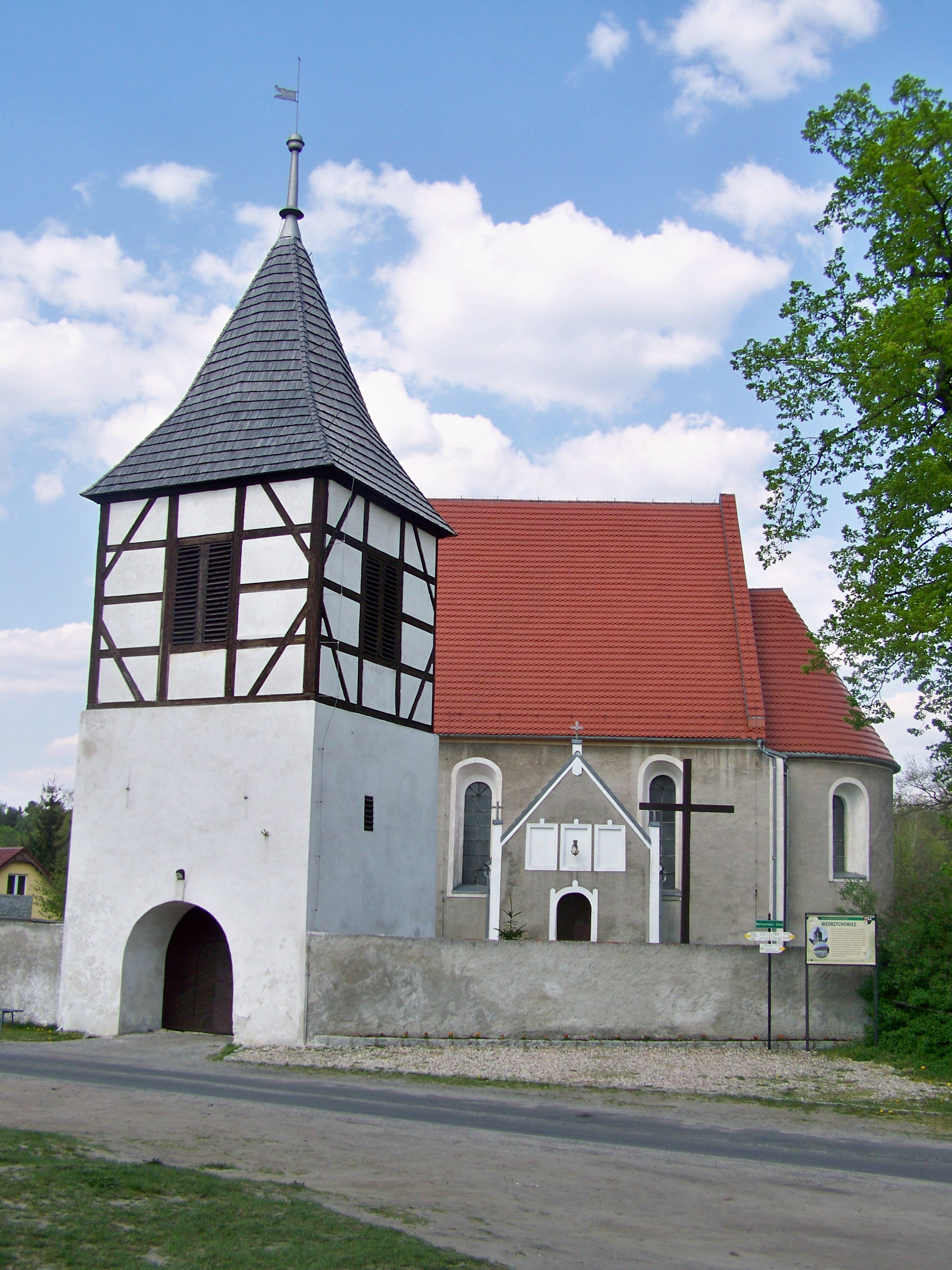
Kirche in Biedrzychowice Dolne
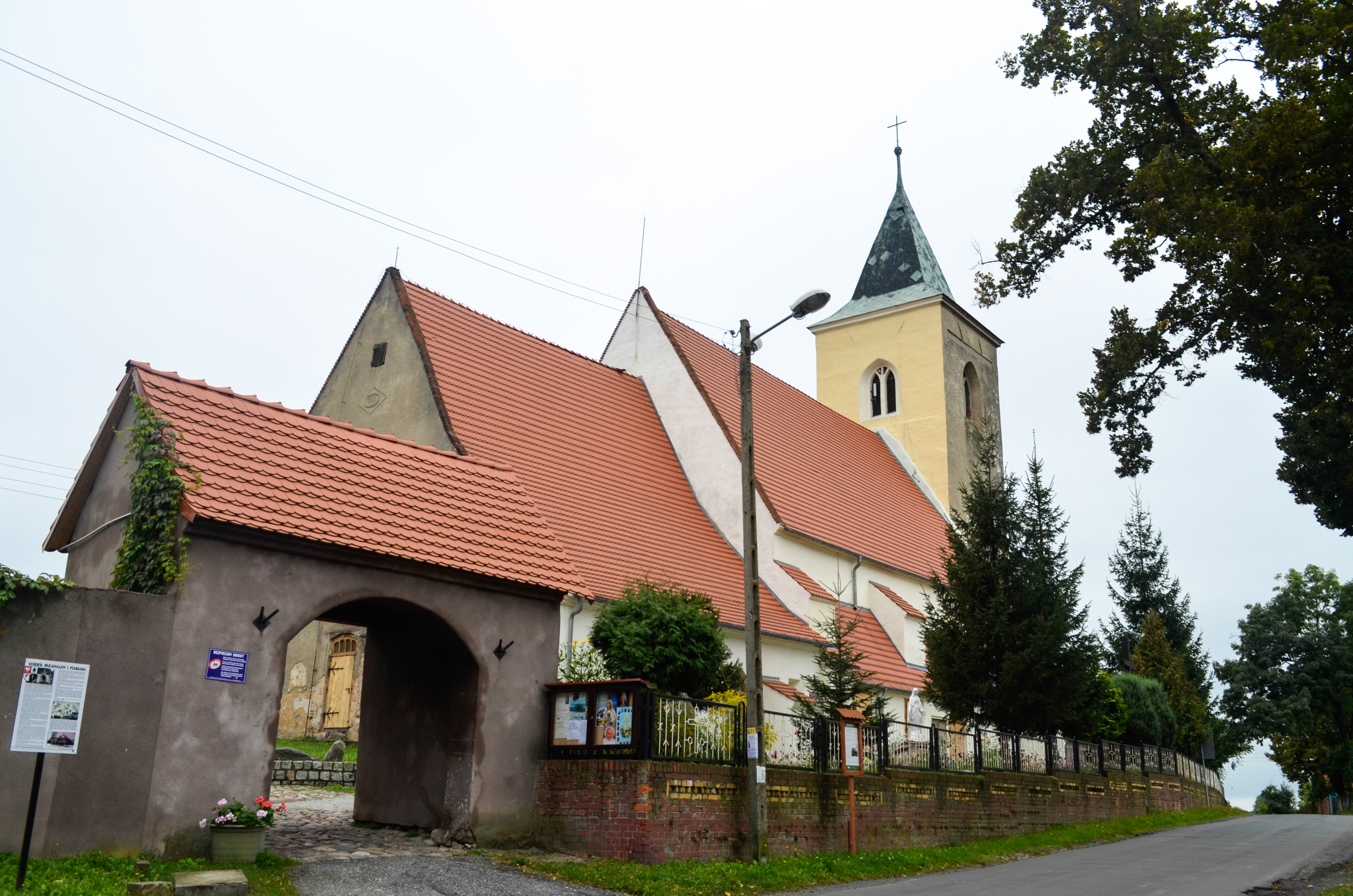
Kirche in Bieniów
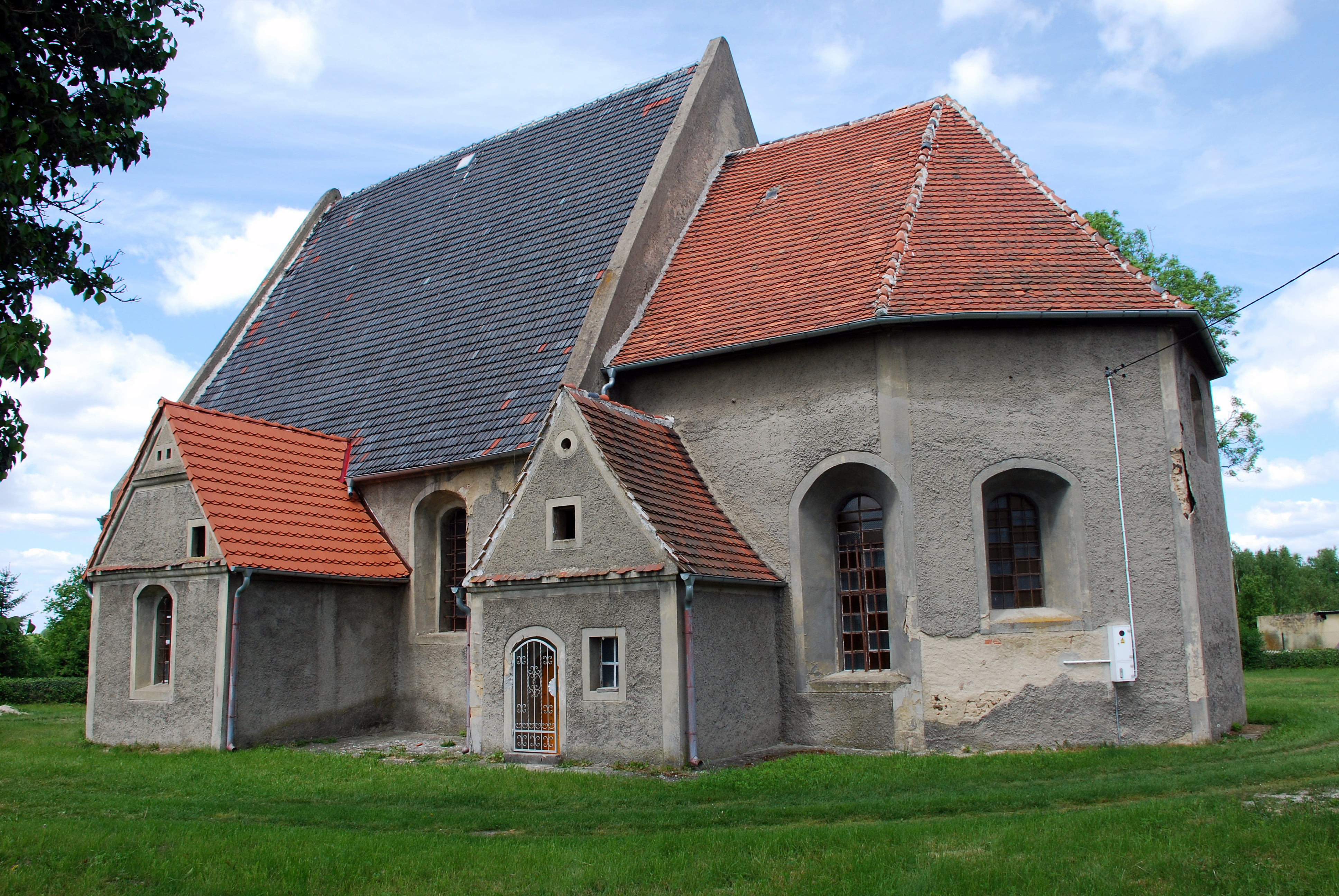
Kirche in Bogumiłów
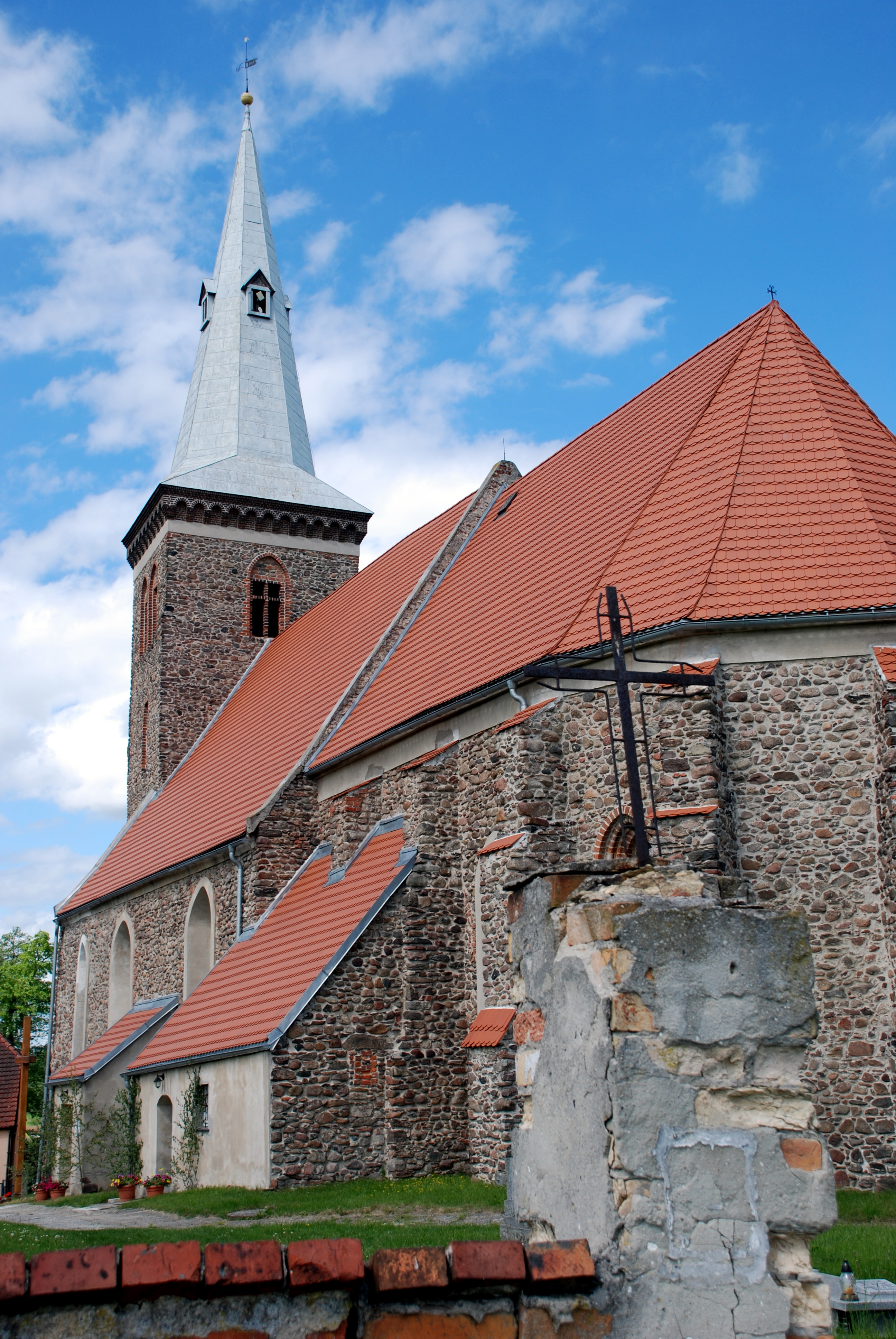
Kirche in Drożków
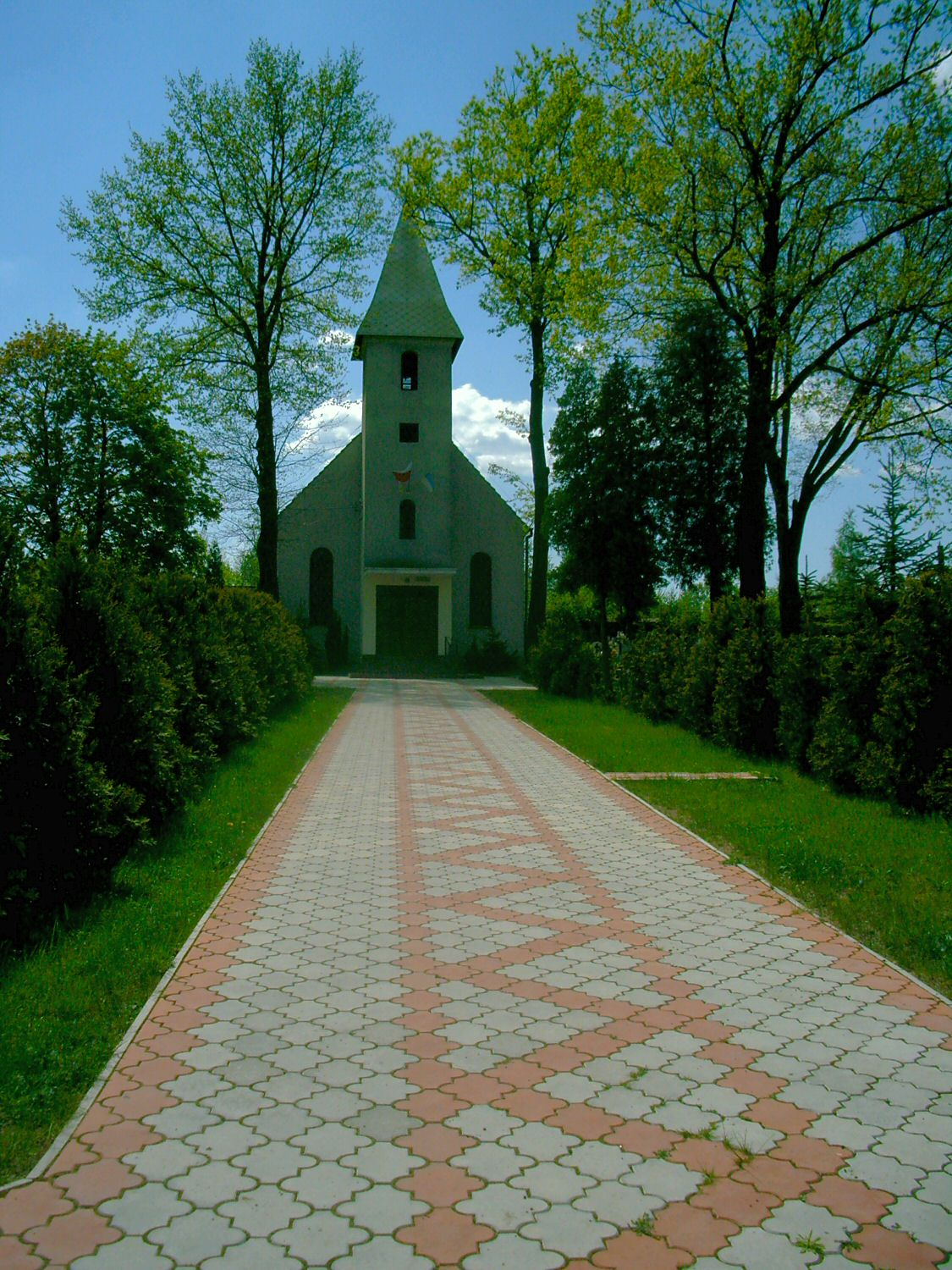
Kapelle in Lubomyśl
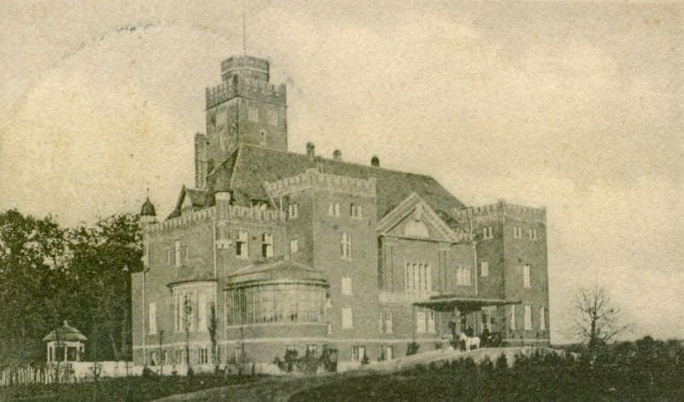
Schloss Mildenau in Miłowice
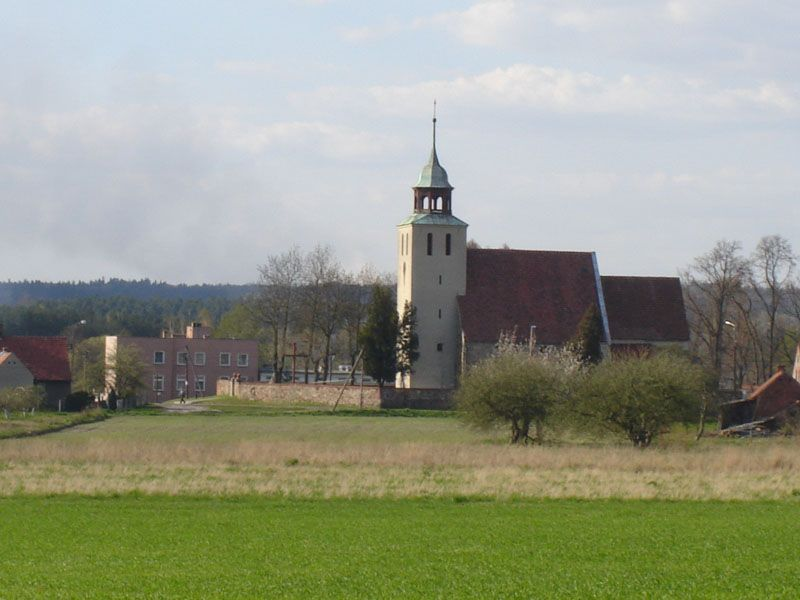
St.-Barbara-Kirche in Mirostowice Dolne
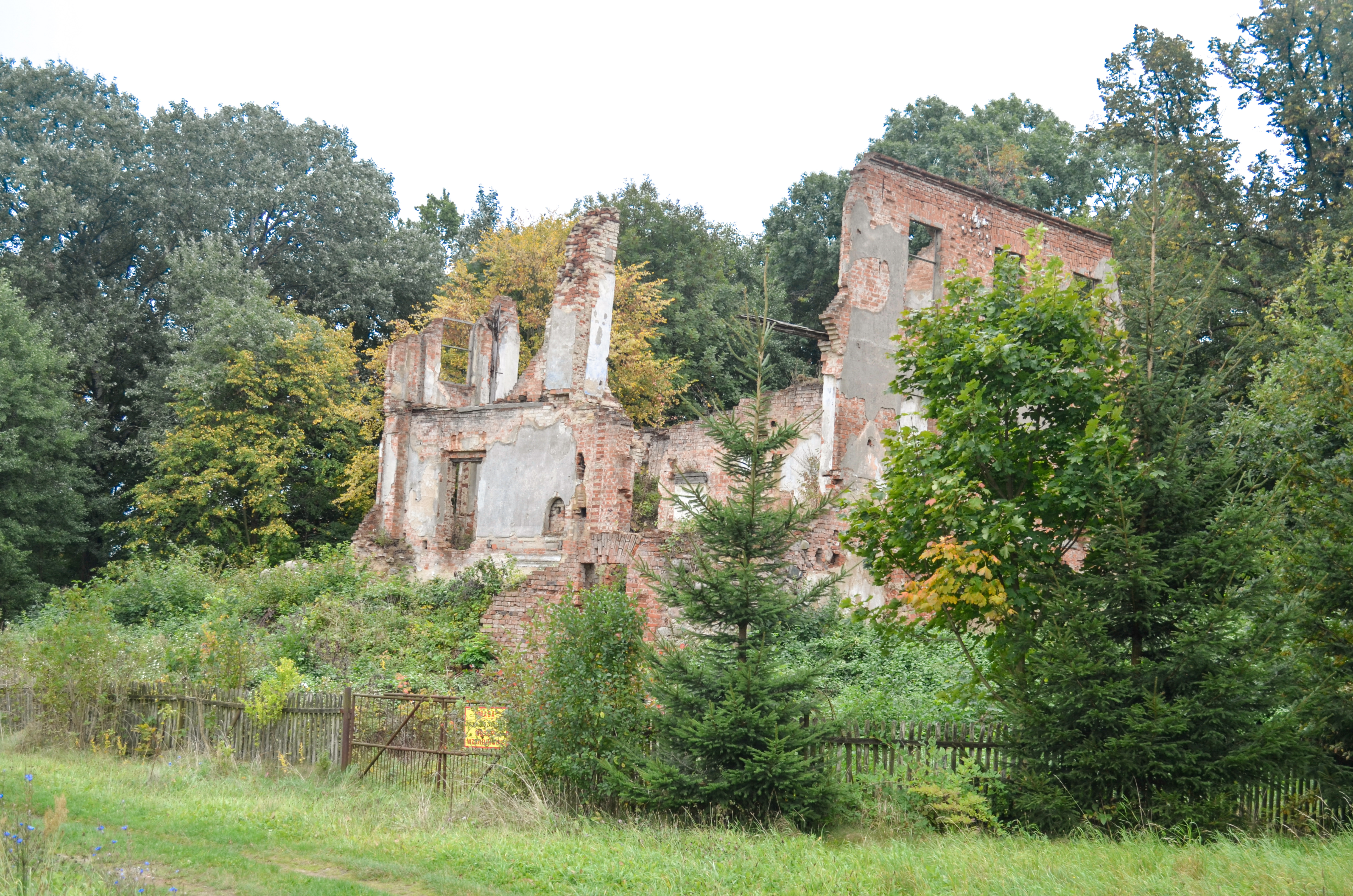
Ruine des Schlosses Nißmenau in Włostów
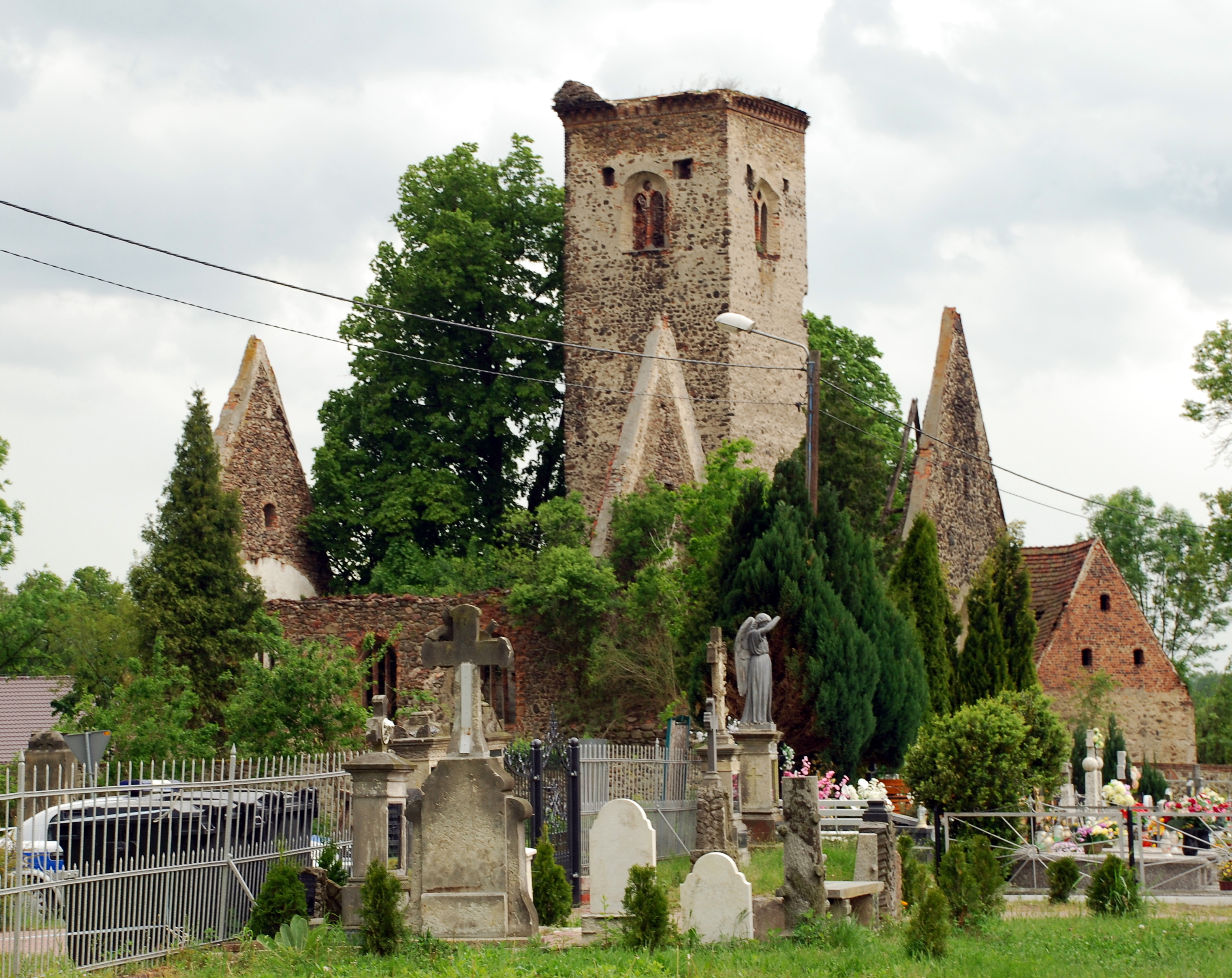
Kirchenruine St. Johannes in Złotnik

- Biedrzychowice Dolne (Friedersdorf)
- Bieniów (Benau)
- Bogumiłów-Janików (Reichenau, Jenkendorf)
- Drozdów-Rusocice (Ziebern, Raußen)
- Drożków (Droskau)
- Grabik (Grabig)
- Kadłubia (Goldbach)
- Lubanice (Laubnitz)
- Lubomyśl (Waltersdorf)
- Łaz (Lohs)
- Łukawy (Hermsdorf)
- Marszów (Marsdorf)
- Miłowice (Mildenau)
- Mirostowice Dolne (Nieder Ullersdorf)
- Mirostowice Górne (Ober Ullersdorf)
- Olbrachtów (Albrechtsdorf)
- Olszyniec (Wellersdorf)
- Rościce (Ruppendorf)
- Sieniawa Żarska (Schönwalde)
- Siodło (Zedel)
- Stawnik (Teichdorf)
- Surowa (Syrau)
- Włostów-Dąbrowiec (Nißmenau, Königsdubrau)
- Złotnik (Reinswalde)

## Geschichte
Durch die Westverschiebung Polens nach dem Zweiten Weltkrieg wurde die Region polnisches Staatsgebiet. Am  28. Juni 1946 wurden die Gemeinden Kadłubia und Olbrachtów als Teil des Landkreises Żary der neugeschaffenen Woiwodschaft Breslau und 1950 der Woiwodschaft Grünberg zugeordnet.
Infolge der Strukturreform in Polen wurden die Gemeinden 1954 aufgelöst. Bei der Wiedereinführung der Gemeinden im Jahr 1973 wurden der Großteil der früheren Gemeinde Kadłubia, etwa zwei Drittel der vormaligen Gemeinde Olbrachtów sowie drei vormals zu Zabłocie gehörende Orte zur Landgemeinde Żary zusammengeschlossen, der südöstlich der Stadt gelegene Ort Kunice (Kunzendorf) hingegen wurde in die Stadt eingegliedert.